# Libjo
Libjo is een gemeente in de Filipijnse provincie Dinagat Islands op het eiland Dinagat. Bij de laatste census in 2007 telde de gemeente ruim 18 duizend inwoners.

## Geografie

### Bestuurlijke indeling
Libjo is onderverdeeld in de volgende 16 barangays:
| - Albor - Arellano - Bayanihan - Doña Helen - Garcia - General Aguinaldo - Kanihaan - Llamera | - Magsaysay - Osmeña - Plaridel - Quezon - Rosita - San Antonio - San Jose - Santo Niño |

## Demografie
Libjo had bij de census van 2007 een inwoneraantal van 18.116 mensen. Dit zijn 1.506 mensen (9,1%) meer dan bij de vorige census van 2000. De gemiddelde jaarlijkse groei komt daarmee uit op 1,20%, hetgeen lager is dan het landelijk jaarlijks gemiddelde over deze periode (2,04%). Vergeleken met de census van 1995 is het aantal mensen met 3.188 (21,4%) toegenomen.

De bevolkingsdichtheid van Libjo was ten tijde van de laatste census, met 18.116 inwoners op 180,57 km², 82,7 mensen per km².